# Takticita
Takticita (z řečtiny: τακτικός, „vztahující se k uspořádání nebo pořádku“) je vlastnost polymeru udávající, jak jsou substituenty v makromolekule uspořádány. Například při polymeraci propenu vznikají dlouhé řetězce s methylovými skupinami. Podle podmínek polymerace, například účinkem katalyzátorů (Zieglerovy a Nattovy katalyzátory), jsou methylové skupiny v polypropylenu pravidelně uspořádány.
Podobné struktury najdeme i v jiných polymerech. V PVC takticita zaznamená uspořádání atomů chloru v řetězci.
Z takticity polymeru vyplývají jeho další vlastnosti. Pokud jsou substituenty uspořádány pravidelně jako v izotaktickém a syndiotaktickém polypropylenu, je polymer tvrdší než při uspořádání ataktickém. V polymeru jsou totiž krystalické oblasti, v nichž jsou makromolekuly uspořádány těsně. Ataktická struktura vede k nižší hustotě, látka je měkčí.
Na takticitě polymeru také závisí, při jaké teplotě polymer taje, jak je rozpustný v rozpouštědle a jaké jsou jeho mechanické vlastnosti.